# 文挟宿
文挟宿（ふばさみしゅく）は、日光脇往還の宿場（第二十二宿）。
現在の栃木県日光市文挟付近に位置した。

## 概要
日光道中壬生通りが、1617年(元和3年)3月に竣工した日光山東照社（東照宮）への資材輸送路として整備されるなかで成立。
壬生通宿村台帳（1843年、天保14年）には32軒156人と記載され、こぢんまりとした宿場だった。これは、隣接する板橋宿と合わせて1宿の扱いとなっていたため。

## 隣の宿
日光脇往還
鹿沼宿 - 文挟宿 - 今市宿